# Bulbophyllum ptychantyx
Bulbophyllum ptychantyx là một loài phong lan thuộc chi Bulbophyllum.